# Utanverken

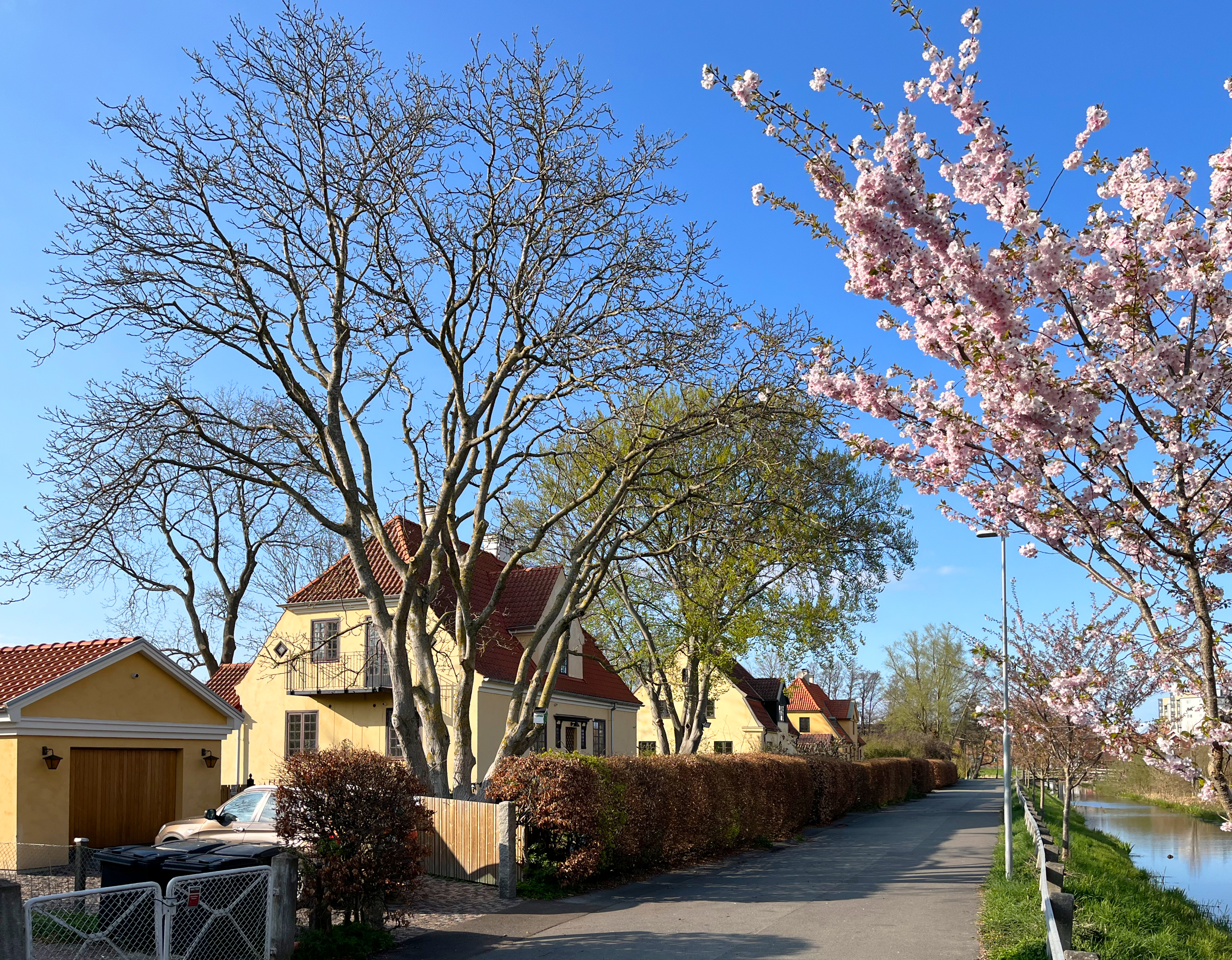
Typiska bostäder för Utanverken. Norra Vallvägen, april 2022.

Utanverken är ett villaområde i norra delen av Kristianstad. Namnet härstammar och har anknytning till den tid då staden var fästning före 1848. Området är omgivet av kanaler. Bebyggelsen började uppföras 1922 och tillhör riksintresse för kulturmiljövård på grund av den arkitektoniska byggnadsmiljön. Själva befästningsområdet har anor från 1700-talet. Strukturen är det största och mest välbevarade från Kristianstads tid som fästningsstad då många av stadens tidigare kanaler och strukturer kulverterats eller byggts bort vid stadens expansion.
Villaområdet är väl genomarbetat med karaktärsfulla hus och tomterna är utplacerade med trädgårdar som sluttar i väster och söder ner mot den inre kanalen på den gamla fästningsvallen. Husen och trädgårdarna längs Norra Vallvägen följer fästningsvallens skarpa krökar vilket skapar en speciell karaktär för området. Kanalen i området har i sin tur sitt tillflöde från Råbelövskanalen som för med sig vatten från Råbelövssjön samt dagvatten från centrum.